# Vele Orjule
Koordinati:   44°30′03″N, 14°33′30″E
Vele Orjule so otok v Jadranskem morju, ki pripada Hrvaški.
Vele Orjule, čeprav pisane v množini, so manjši otok na severu Jadrana. Otoček leži v Kvarnerskem zalivu, vzhodno od Lošinja  in Trasorke. Površina otoka je 1,05 km², dolžina obale pa je 5,895 km. Jugovzhodno od njega ležijo Male Orjule.
Najsevernejša točka otoka je rt Glavičina. Otok doseže najvišjo višino z vrhom Pristavnica 30 mnm. Na zahodnem delu otoka je pred vetrovi dobro zaščiteno naravno sidrišče iz katerega vodi vstop v ožino Kozjak.
V uvali Darvarić na severu otoka so vidne neke ruševine.